# Wendell Mottley
Wendell Adrian Mottley, född 2 juli 1941 i Port of Spain,  är en före detta trinidadisk friidrottare.
Mottley blev olympisk silvermedaljör på 400 meter vid sommarspelen 1964 i Tokyo.
Han var finansminister 1991-1995 för Trinidad och Tobago. 